# Sabal gretherae
Sabal gretherae är en enhjärtbladig växtart som beskrevs av H.J.Quero. Sabal gretherae ingår i släktet Sabal och familjen Arecaceae. Inga underarter finns listade i Catalogue of Life.